# 絵画と彫刻の寓意
『絵画と彫刻の寓意』（かいがとちょうこくのぐうい、伊: Allegoria della pittura e della scultura、英: Allegory of Painting and Sculpture）は、イタリア・バロック期の巨匠グエルチーノが1637年にキャンバス上に油彩で制作した絵画で、1802年まではコロンナ家のコレクションにあった。1892年のトルロニア・コレクションから寄贈されて以来、ローマのバルベリーニ宮国立古典絵画館に収蔵されている。

## 作品
最近の研究で、この絵画はチェント市が1637年に「絵画と彫刻」という作品に対してグエルチーノに支払いをしたことに関連づけられており、チェント市は絵画をチェントの大司教であったジロラモ・コロンナ枢機卿に贈った。このことは、絵画の高い質ならびに1630年代の制作であることを確実にする特徴によっても裏づけられる。この時期、グエルチーノは、光のきらめきによってドラマが強調される、豊かな厚塗りの絵画技法を捨てていなかったが、グイド・レーニの影響でより古典主義的な構図と抑制された色彩に向かっていたのである。
本作の人物像は画面に平行に配置され、空間の扱いはほとんどレリーフのようである。このような構図の節度は、「絵画」の擬人像 (左) のキャンバス (鑑賞者の方に大胆に突き出ている) によってのみ破られている。「絵画」のはっきりとした横顔もまた注目すべきであり、あたかもエングレービングに由来するかのようである。しかし、ほかの部分はグエルチーノの非常に自由な描法を明らかにしている。たとえば、画家は画面の赤い下塗りを見えるように残しており、その下塗りを肌の陰を表すのに用いているのである。また、「絵画」の指は本物の絵具で汚れているさまが写実的に表されている。一方、「彫刻」の擬人像 (右) の手は持っている彫像の衣服から透けて見え、あたかも衣服が大理石ではなく本物の透明な布地でできているかのようである。
この絵画を受け取ったコロンナ枢機卿は洗練された人物であり、すでに選び抜かれた芸術品のコレクションを有していた。チェント市によるこの絵画の委嘱に関して、絵画と彫刻の寓意という主題は、枢機卿の情熱的な芸術収集および庇護に対する市のオマージュと考えることができる。
なお、本作の「絵画」の擬人像のための習作がテイレルス美術館 (ハールレム、オランダ) で見つかっている。